# Valérios Leonídis
Valérios Leonídis (grec moderne : Βαλέριος Λεωνίδης), né le 14 février 1966 à Iessentouki (Union soviétique), est un haltérophile grec d'origine soviétique.

## Palmarès

### Jeux olympiques
- Atlanta 1996
  -  Médaille d'argent en moins de 64 kg[1]

### Championnats du monde
- Athènes 1999
  -  Médaille de bronze en moins de 69 kg.
- Guangzhou 1995
  -  Médaille d'argent en moins de 64 kg.
- Istanbul 1994
  -  Médaille d'argent en moins de 64 kg.

### Championnats d'Europe
- Championnats d'Europe d'haltérophilie 1999
  -  Médaille de bronze en moins de 69 kg.
- Championnats d'Europe d'haltérophilie 1996
  -  Médaille d'or en moins de 64 kg.
- Championnats d'Europe d'haltérophilie 1995
  -  Médaille d'argent en moins de 64 kg.
- Championnats d'Europe d'haltérophilie 1994
  -  Médaille d'argent en moins de 64 kg.
- Championnats d'Europe d'haltérophilie 1993
  -  Médaille d'argent en moins de 64 kg.